# Astragalus monspessulanus
Astragalus monspessulanus   es una hierba de la familia de las leguminosas.

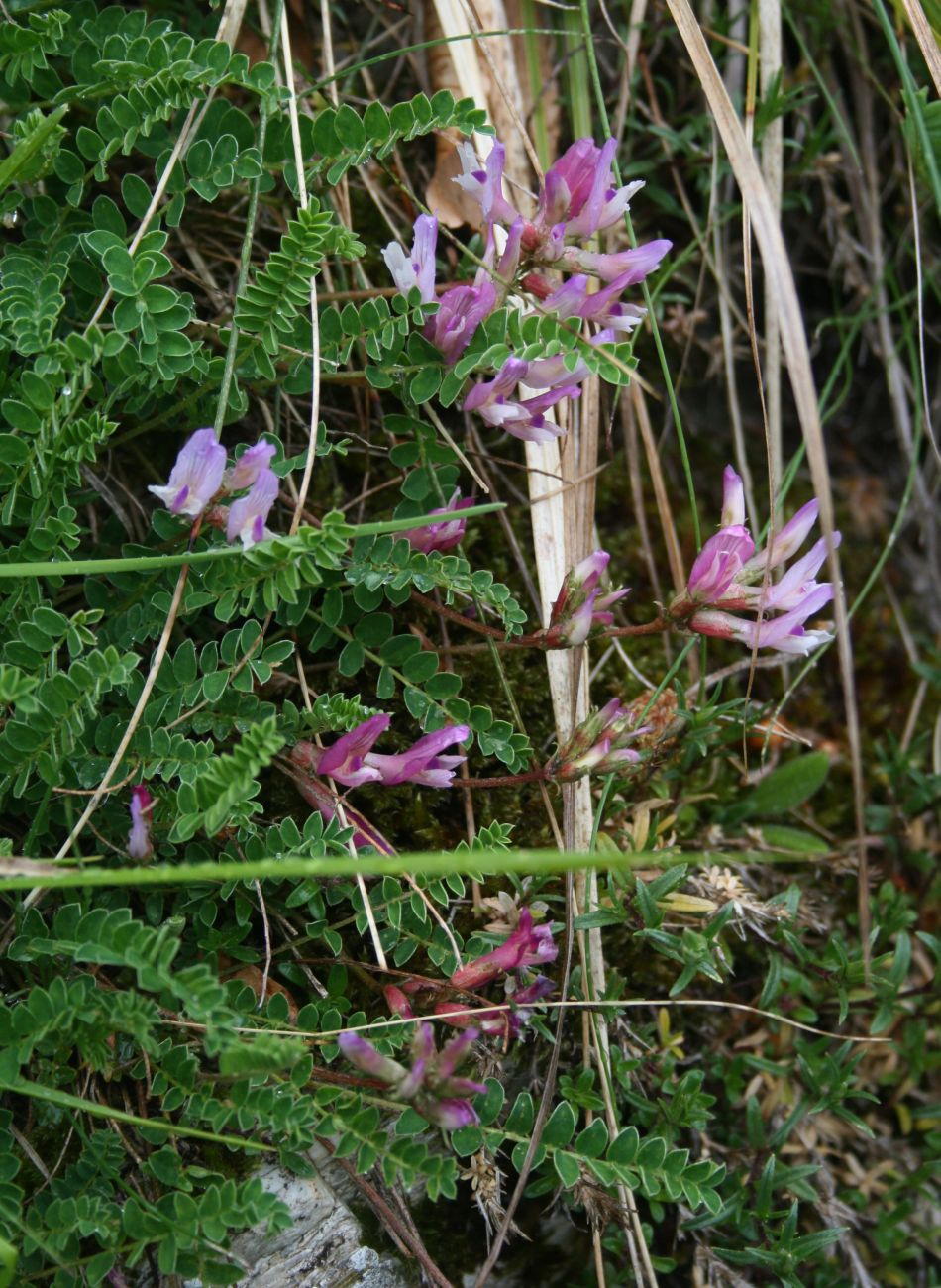
Vista de la planta

## Descripción
Planta vivaz, sin tallo, de tronco leñoso . Hojas imparipinnadas; 10-12 pares de foliolos; estípulas no soldadas entre ellas y ligeramente unidas al pecíolo; foliolos brevemente peciolados, ovales, con el haz glabro y con el envés cubierta de pelos bifurcados, plateados. Inflorescencia en racimos laxos, largamente pedunculados. Cáliz tubular, revestido de pelos dispersos. Corola púrpura, raramente blanca. Legumbre linear, cilíndrica, suavemente arqueada.

## Distribución y hábitat
En España, Francia . En Marruecos en el Rif. En bosques y malezas.

## Taxonomía
Astragalus monspessulanus fue descrita por  Linneo y publicado en Species Plantarum 2: 761, en el año 1753.
Etimología
Astragalus: nombre genérico derivado del griego clásico άστράγαλος y luego del Latín astrăgălus aplicado ya en la antigüedad, entre otras cosas, a algunas plantas de la familia Fabaceae, debido a la forma cúbica de sus semillas parecidas a un hueso del pie.
monspessulanus: epíteto geográfico que alude a su localización en Montpellier.
Variedades aceptadas
- Astragalus monspessulanus subsp. illyricus (Bernh.) Chater
- Astragalus monspessulanus subsp. monspessulanus L.
- Astragalus monspessulanus subsp. teresianus (Sennen & Elias) Amich[4]